# Řepeč
Řepeč (německy Repetsch) je obec v okrese Tábor v Jihočeském kraji. Žije v ní 285 obyvatel.

## Historie
První písemná zmínka o obci pochází z roku 1283.

## Obyvatelstvo
| Rok            | 1869 | 1880 | 1890 | 1900 | 1910 | 1921 | 1930 | 1950 | 1961 | 1970 | 1980 | 1991 | 2001 | 2011 | 2021 |
| -------------- | ---- | ---- | ---- | ---- | ---- | ---- | ---- | ---- | ---- | ---- | ---- | ---- | ---- | ---- | ---- |
| Počet obyvatel | 516  | 540  | 484  | 490  | 466  | 494  | 426  | 339  | 324  | 311  | 281  | 239  | 261  | 243  | 275  |
| Počet domů     | 62   | 75   | 79   | 79   | 80   | 80   | 83   | 86   | 77   | 76   | 73   | 98   | 101  | 102  | 115  |

## Obecní správa
Mezi lety 1850–1980 Řepeč byl obcí v okrese Tábor. Od 1. července 1980 do 23. listopadu 1990 patřil jako část obce k Opařanům a od 24. listopadu 1990 je opět samostatnou obcí, ale Oltyně již zůstala součástí Opařan.

### Části obce
- Řepeč
- Kášovice

V letech 1850–1879 a v letech 1961–1980 k obci patřila i Oltyně.

### Obecní symboly
Znak a vlajka byly obci uděleny rozhodnutím předsedkyně Poslanecké sněmovny Parlamentu České republiky dne 20. října 2022.

## Pamětihodnosti
- Zřícenina hradu Příběničky
- Mohylové pohřebiště

## Galerie

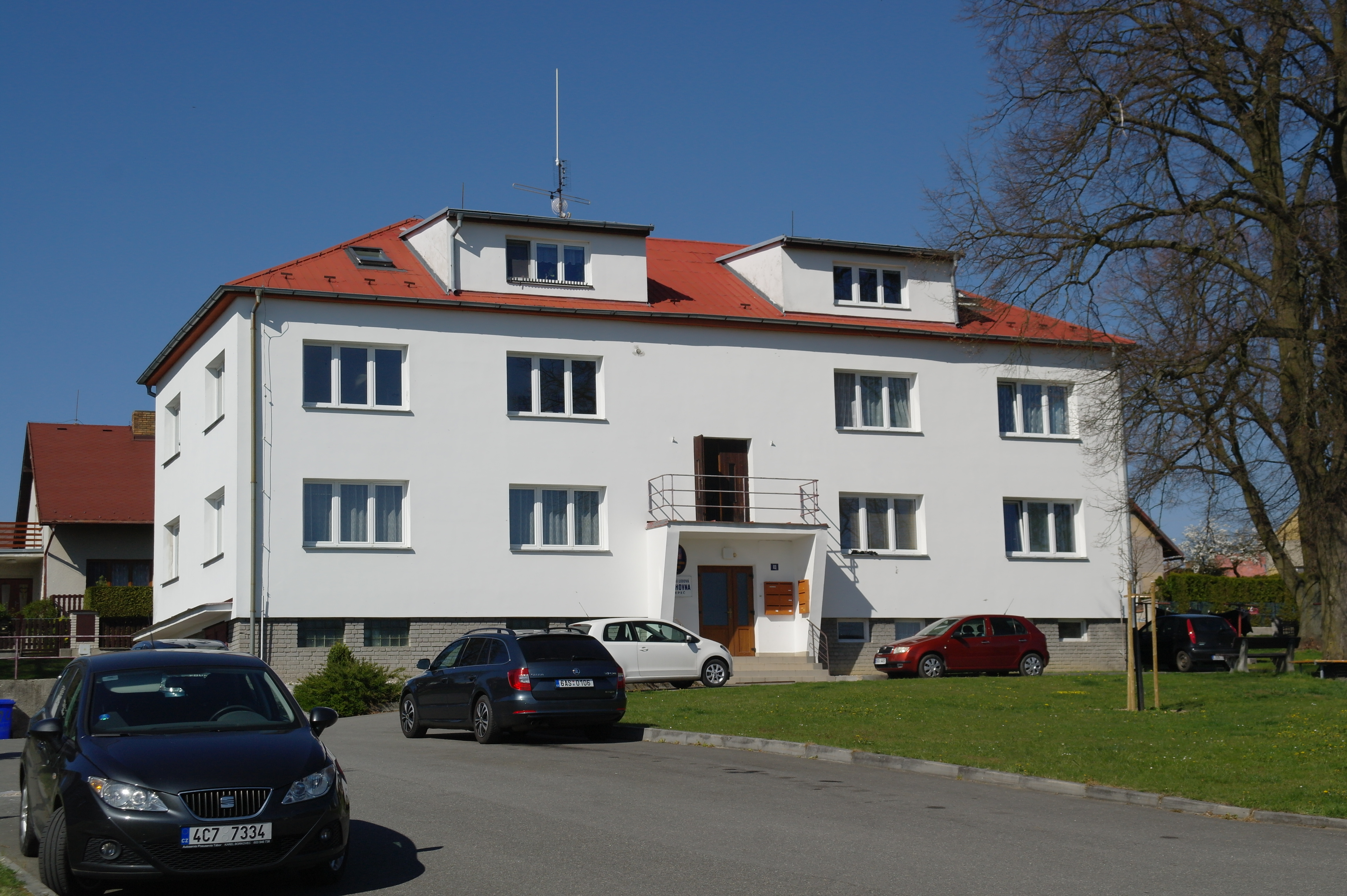
Bytovka
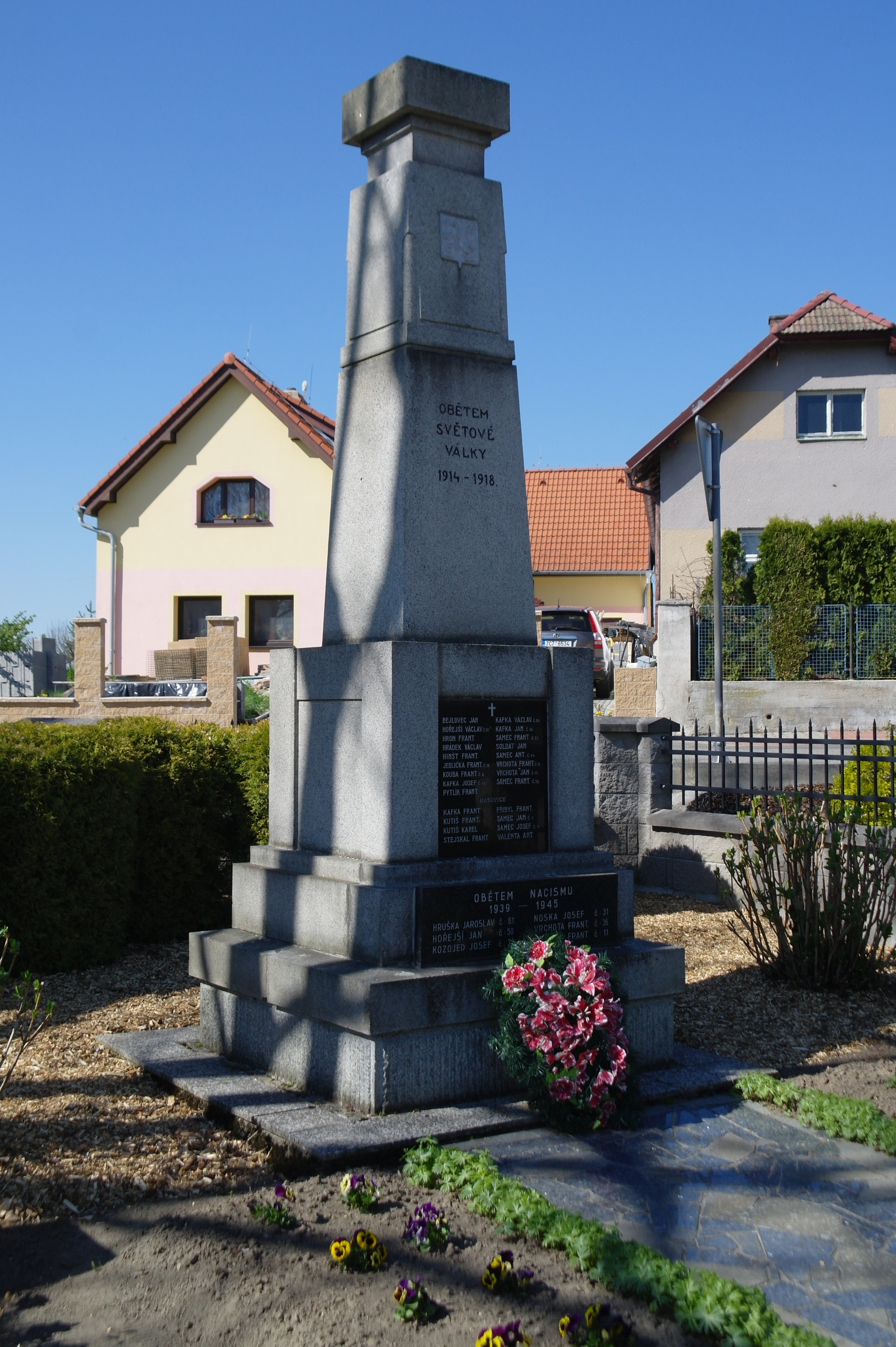
Pomník obětem válek
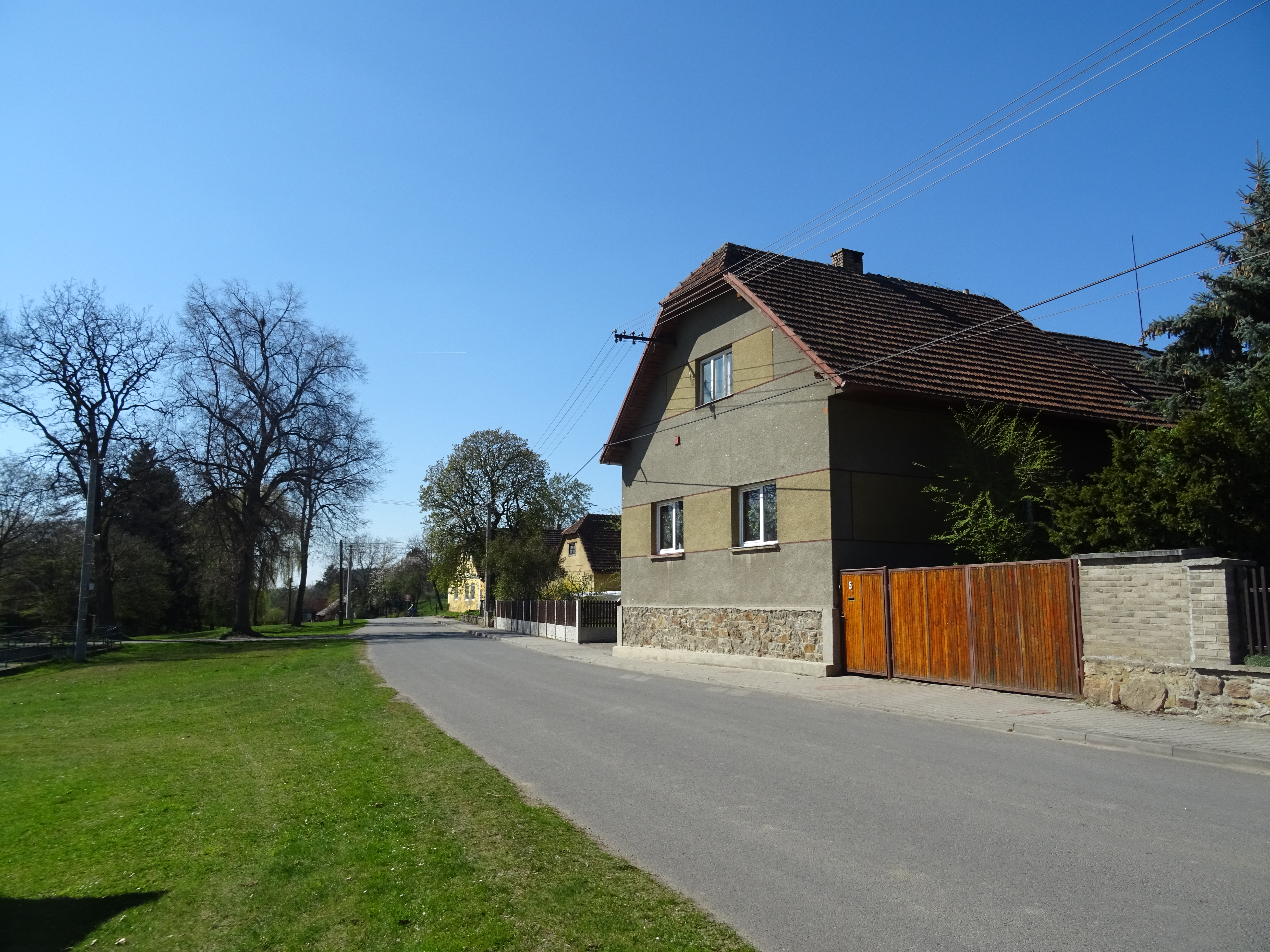
Dům na návsi